# Ascorhynchus seticauda
Ascorhynchus seticauda is een zeespin uit de familie Ascorhynchidae. De soort behoort tot het geslacht Ascorhynchus. Ascorhynchus seticauda werd in 1991 voor het eerst wetenschappelijk beschreven door Stock. 